# سزیم کادمیم کلرید
سزیم کادمیم کلرید (به انگلیسی: Caesium cadmium chloride) با فرمول شیمیایی سزیمکادمیمکلر یک ترکیب شیمیایی است. که جرم مولی آن ۳۵۱٫۶۷۵ g/mol می‌باشد. 